# CHI3L1
CHI3L1 (англ. Chitinase 3 like 1) – білок, який кодується однойменним геном, розташованим у людей на короткому плечі 1-ї хромосоми.  Довжина поліпептидного ланцюга білка становить 383 амінокислот, а молекулярна маса — 42 625.
| 10         |  | 20         |  | 30         |  | 40         |  | 50         |
| ---------- |  | ---------- |  | ---------- |  | ---------- |  | ---------- |
| MGVKASQTGF |  | VVLVLLQCCS |  | AYKLVCYYTS |  | WSQYREGDGS |  | CFPDALDRFL |
| CTHIIYSFAN |  | ISNDHIDTWE |  | WNDVTLYGML |  | NTLKNRNPNL |  | KTLLSVGGWN |
| FGSQRFSKIA |  | SNTQSRRTFI |  | KSVPPFLRTH |  | GFDGLDLAWL |  | YPGRRDKQHF |
| TTLIKEMKAE |  | FIKEAQPGKK |  | QLLLSAALSA |  | GKVTIDSSYD |  | IAKISQHLDF |
| ISIMTYDFHG |  | AWRGTTGHHS |  | PLFRGQEDAS |  | PDRFSNTDYA |  | VGYMLRLGAP |
| ASKLVMGIPT |  | FGRSFTLASS |  | ETGVGAPISG |  | PGIPGRFTKE |  | AGTLAYYEIC |
| DFLRGATVHR |  | ILGQQVPYAT |  | KGNQWVGYDD |  | QESVKSKVQY |  | LKDRQLAGAM |
| VWALDLDDFQ |  | GSFCGQDLRF |  | PLTNAIKDAL |  | AAT        |  |            |

A: Аланін

C: Цистеїн

D: Аспарагінова кислота

E: Глутамінова кислота

F: Фенілаланін

G: Гліцин

H: Гістидин

I: Ізолейцин

K: Лізин

L: Лейцин

M: Метіонін

N: Аспарагін

P: Пролін

Q: Глутамін

R: Аргінін

S: Серин

T: Треонін

V: Валін

W: Триптофан

Кодований геном білок за функцією належить до антимікробних білків. 
Задіяний у таких біологічних процесах як апоптоз, запальна відповідь. 
Білок має сайт для зв'язування з лектинами. 
Локалізований у цитоплазмі, ендоплазматичному ретикулумі.
Також секретований назовні.